# Rinaldo Piscicello
Rinaldo Piscicello (* 5. Juli 1414 in Neapel; † 4. Juli 1457 in Rom) war Erzbischof von Neapel und Kardinal.

## Leben
Er war der Sohn von Nicola Piscicello und dessen Ehefrau Maria d’Alagni. Rinaldo Piscicello war verwandt mit Lucrezia d’Alagni, der Mätresse von König Alfons I. von Neapel, der sein Vorankommen förderte. Er wurde Präbendar und Kanoniker des Metropolitankapitels von Neapel, Generalvikar des Erzbistums Neapel und Apostolischer Protonotar. Im Jahr 1440 schlug Alfons I. von Neapel ihn dem Papst Eugen IV. für den Bischofssitz von Catanzaro vor. Nikolaus V. ernannte ihn am 12. Mai 1451 zum Erzbischof von Neapel. In seiner Amtszeit ließ Rinaldo Piscicello die Kathedrale von Neapel wiederaufbauen, die bei den Erdbeben vom 5. und vom 30. Dezember 1456, die etwa 40.000 Menschenleben kosteten, schweren Schaden davongetragen hatte.
Papst Calixt III. kreierte ihn im Konsistorium vom 17. Dezember 1456 zum Kardinalpriester. Den roten Hut und die Titelkirche Santa Cecilia erhielt Rinaldo Piscicello am 21. März 1457.
Er starb im 42. Lebensjahr in Rom. Sein Leichnam wurde nach Neapel überführt und dort in der Nähe des Hauptaltars der Kathedrale beigesetzt.